# 布蘭特萊克 (紐約州)
布蘭特萊克（英語：Brant Lake）是位於美國紐約州沃倫縣的非建制地區。

## 歷史
布蘭特萊克的郵局自1881年營運至今。

## 地理
布蘭特萊克所處的海拔為高於海平面243米（即797英呎），而該地所採用的時區為UTC-5，即北美东部时区（EST）。同時該地設有夏令時間，為UTC-5調快一小時，即UTC-4（EDT）。